# Performance Counter (Mikroprozessor)
Der Performance Counter ist ein Teil moderner Mikroprozessoren. Er misst verschiedene geschwindigkeitsrelevante Vorgänge, die ein Prozessor ausführt. Dabei beeinträchtigt er die Abarbeitung anderer Aufgaben im Prozessor nicht. Heutige Prozessoren erreichen bei den aktuellen Prozessortakten eine Auflösung im Mikro- bis Nanosekundenbereich.

## Implementation
Die Anzahl verfügbarer Performance Counter in einem Prozessor ist limitiert, wobei jedes CPU-Modell viele verschiedene Ereignisse aufbringt, welche Entwickler gerne messen würden.
Einer der ersten Prozessoren, welcher so einen Performance Counter implementierte und dazu eine Anleitung beilegte, war der Intel Pentium.
Folgende Tabelle zeigt einige Beispiele von solchen CPUs mit der Anzahl ihrer Performance Counters:
| Prozessor            | Anzahl Performance Counter |
| -------------------- | -------------------------- |
| UltraSparc II        | 2                          |
| Pentium III          | 2                          |
| ARM11                | 2                          |
| AMD Athlon           | 4                          |
| IA-64                | 4                          |
| ARM Cortex-A5        | 2                          |
| ARM Cortex-A8        | 4                          |
| ARM Cortex-A9 MPCore | 6                          |
| POWER4               | 8                          |
| Pentium 4            | 18                         |